# Quarta (nàutica)

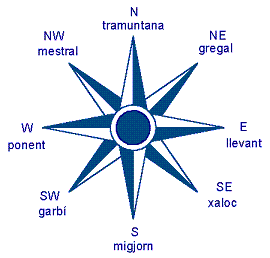
Els vuits vents principals de la rosa dels vents.

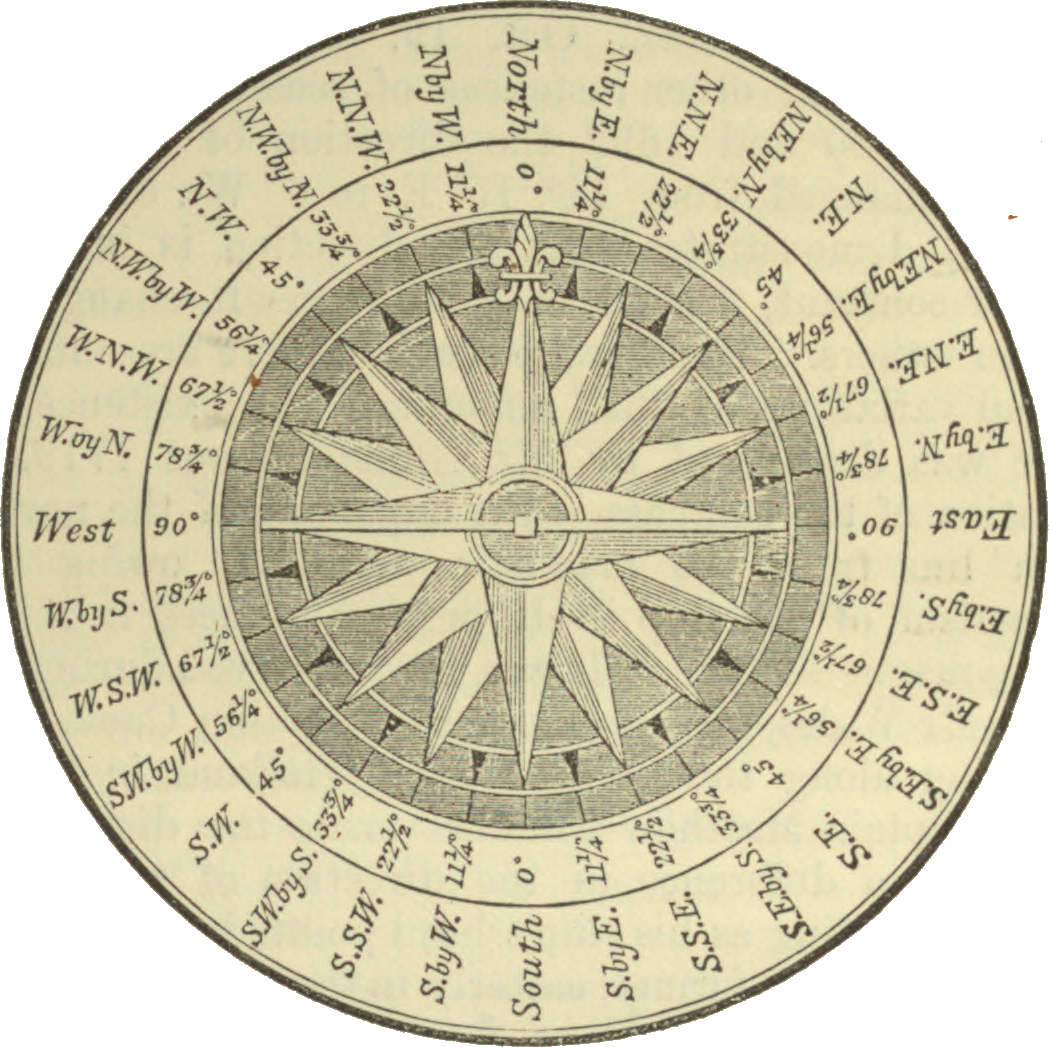
Les 32 parts en què es divideix la rosa dels vents.

Una quarta, en nàutica, es refereix a una quarta part compresa entre dos vents consecutius, dels vuit principals de què consta la rosa dels vents. Els vuits vents principals divideixen la rosa en vuit parts de 45° cada una. Una quarta representa, doncs, 11,25°. Així doncs, una quarta també representa una de les trenta-dues parts en què es divideix la rosa dels vents, que també es poden anomenar rumbs o vents.
D'aquí provenen expressions com a quatre quartes a estribord (a 45° a estribord).